# Kuševac
Kuševac är en ort i Kroatien.   Den ligger i länet Baranja, i den östra delen av landet, 200 km öster om huvudstaden Zagreb. Kuševac ligger 103 meter över havet och antalet invånare är 958.
Terrängen runt Kuševac är platt. Runt Kuševac är det ganska tätbefolkat, med 60 invånare per kvadratkilometer. Närmaste större samhälle är Đakovo, 4,6 km söder om Kuševac. Trakten runt Kuševac består till största delen av jordbruksmark.